# Ligne de Tatabánya à Pápa
La ligne de Tatabánya à Pápa ou ligne 13 est une ligne de chemin de fer de Hongrie. Elle relie Tatabánya par la Gare de Tatabánya à Pápa par la Gare de Pápa. Elle dessert l'Ouest du pays.